# American Nihilist Underground Society
American Nihilist Underground Society, eller A.N.U.S., är en organisation känd för spridandet av sin tolkning av filosofin nihilism, och för sin hemsida, www.anus.com, innehållande omfattande och elitistisk täckning av heavy metal-musik.